# Fomitopsis
Genre
Fomitopsis est un genre de champignons basidiomycètes de la famille des Fomitopsidaceae.
Le nom Fomitopsis signifie en grec "qui a la forme d'un fomes".

## Liste des espèces
- Fomitopsis cajanderi
- Fomitopsis officinalis
- Fomitopsis palustris
- Fomitopsis pinicola
- Fomitopsis rosea
- Fomitopsis spraguei
- Fomitopsis supina

## Référence externe
- (en) BioLib : Fomitopsis P. Karst.